# Espejo, espejito (Star Trek: La serie original)
"Espejo, espejito" es el cuarto episodio de la segunda temporada de Star Trek: La serie original. Fue el episodio número 33 en ser transmitido y el número 39 en ser producido, y fue transmitido por primera vez el 6 de octubre de 1967. Fue repetido el 12 de abril de 1968. Fue escrito por Jerome Bixby y dirigido por Marc Daniels.
En la versión Bluray publicada el 22 de septiembre de 2009 por la Paramount, ASIN: B002I9Z89Y, el título de este episodio en el audio en español es dado como Cambio a otra dimensión.
El episodio introduce por primera vez el concepto de realidad alternativa en un "universo espejo (paralelo)" en Star Trek. El episodio muestra un cambio erróneo en el teletransportador y hace que el capitán Kirk, el Dr. McCoy, Scotty y la teniente Uhura se intercambian con sus contrapartes malvadas de un universo paralelo llamado "Espejo". Allí, la ISS Enterprise es una nave del Imperio Terrano, una organización tan malvada como la Federación Unida de Planetas es benevolente.

## Trama
Después de fallar en persuadir al concejo Halkan en que permita a la Federación extraer los cristales de dilitio que se encuentran en su planeta, el capitán James T. Kirk, junto con el Dr. McCoy, Scotty y la teniente Uhura, regresan al Enterprise. Una inesperada tormenta de iones causa un malfuncionamiento del transportador y la partida de desembarque es transportada a bordo de un extraño Enterprise.
El grupo se da cuenta de que hay algo raro cuando llegan del transportador: un barbado Sr. Spock tortura viciosamente al operador del transportador, el teniente Kyle, ya que por falta de cuidado hizo que su capitán casi se perdiera. Los tripulantes están equipados con "torturadores", los cuales son usados por los oficiales superiores para castigarlos por mal desempeño de sus deberes. Kirk deduce que ellos deben haberse cambiado con sus contrapartes del universo espejo, y que la partida de desembarque de este universo debe estar ahora a bordo de su Enterprise, y que ellos deben suplantarlos hasta poder encontrar una forma de regresar. En este universo alterno, el USS Enterprise es llamado un "Imperial Starship" o ISS Enterprise (en castellano: Nave Espacial Imperial), y un brutal Imperio Terrano ha reemplazado a la Federación. Los oficiales progresan en su carrera asesinando a sus superiores, como Kirk descubre cuando Chekov casi logra asesinarlo, y como resultado todos los oficiales superiores deben contratar guardaespaldas personales. Los uniformes en este universo alterno son muy diferentes, armas de uso personal y dagas son de uso normal, mientras que los uniformes son mucho más sensuales y reveladores. Torturar a los subordinados, ya sea azotándolos, mediante el uso del torturador o de la "Cámara de Tortura", es una forma aceptable de disciplina.
A bordo de la USS Enterprise el sr. Spock nota el cambio de las personalidades de la partida de desembarco y ordena a seguridad que los lleven al calabozo. El Kirk del universo espejo trata de sobornar a Spock con promesas de obtener "su propio comando" si lo libera, pero Spock simplemente contesta "fascinante" y continúa investigando. Spock llega a la misma conclusión que Kirk: la tormenta iónica debe haber abierto la barrera entre los universos paralelos y las dos partidas de desembarco cambiaron de lugar entre sí.
De regreso a la ISS Enterprise, Kirk va al camarote del capitán de esa nave, que es muy diferente al suyo. Descubre que al Kirk del universo espejo le ha sido ordenado aniquilar a los Halkans si rehúsan la "solicitud" del imperio acerca de extraer el dilitio, y horrorizado estudia con mayor detalle los registros de su contraparte. En este universo, "Kirk" obtuvo el mando de la ISS Enterprise asesinando al capitán Christopher Pike y fue el responsable de la masacre de 5000 colonos de Vega IX, entre otras muchas atrocidades.
El Spock de este universo informa a Kirk que la nave está lista para atacar a los Halkans. Desesperadamente, Kirk ordena un retraso en el ataque de 12 horas. Esto despierta la curiosidad de Spock, pero obedece la orden, e informa de la sospechosa actitud de su capitán. Recibe órdenes de matar al capitán Kirk si no ejecuta las órdenes de destruir a los poco cooperativos Halkans.
Habiendo fallado en sabotear los sistemas de armas, Scotty y McCoy trabajan secretamente para entender lo que sucedió con el transportador. Mientras Scotty está buscando una forma de regresarlos al universo correcto, Kirk va a su camarote donde se encuentra con la bella teniente Marlena Moreau, quien se refiere a sí misma como la "mujer del capitán". Aparentemente los tripulantes femeninos pueden formar pareja con quien deseen, Marlena está evidentemente cansada de su Kirk y le muestra a Kirk el Campo Tantalus, un dispositivo en el camarote del capitán con el que puede monitorear secretamente a cualquiera en la nave y "eliminarlo" cuando presiona un botón de ese aparato. Cuando Kirk le impide eliminar al Spock del universo espejo, ella se da cuenta de que algo está mal, su Kirk no habría dudado en hacerlo.
Kirk distrae al Spock de este universo mientras su tripulación busca una forma de regresar, pero Spock sospecha algo. No desea el comando de la ISS Enterprise ya que eso lo convertiría instantáneamente en un blanco para ser asesinado, por lo que decide estudiar al capitán tanto como pueda.
Scotty, con la ayuda de McCoy, ha improvisado las conexiones necesarias para fabricar un interruptor de regreso. El Sulu del universo espejo, que es el jefe de seguridad, es distraído de sus monitores en el momento vital de la conexión por Uhura, quien aparentemente está alentando su previamente rechazado avance amoroso. Kirk llega a la sala del transportador, pero el Spock del universo espejo, a punta de fáser lo lleva a la enfermería, donde la partida de desembarco se ha reunido. En dos combates que siguen, Kirk deja inconscientes a Spock y a Sulu, en el caso de este último Malena coopera eliminando con el Campo Tantalus a los secuaces de este. Uhura, Kirk y Scotty se dirigen nuevamente a la sala del transportador mientras que McCoy se retrasa en la enfermería para asegurarse que Spock no muera producto de la concusión recibida durante la pelea. En la sala del transportador se encuentran con Marlena, quien ahora conoce lo que ha sucedido y le pide que se la lleven. Kirk rehúsa basado en que la energía está configurada para transportar sólo a cuatro personas. Marlena insiste pero es desarmada por Uhura.
En la enfermería Spock se recupera repentinamente y atrapa a McCoy, y con el propósito de enterarse de lo que está sucediendo realiza una fusión mental vulcana con este. Descubre el plan y decide operar el transportador para que así la partida de desembarque pueda regresar a su propio universo. Esto convence a Kirk que el Spock de este universo aún es un vulcano ético guiado por la lógica. Le sugiere que un sistema parecido a la Federación es más lógico que el bárbaro y despiadado Imperio. Spock objeta que para hacer ese cambio uno debe tener poder. Kirk le informa acerca del Campo Tantalus. El Spock del universo espejo está de acuerdo en considerar la idea, ya que Marlena presumiblemente está de su parte.
A bordo de la USS Enterprise, Spock decide intentar la secuencia de operación del transportador al mismo instante que el ISS Enterprise intenta operar su transportador. El cambio es exitoso. Cuando el episodio termina, Kirk se encuentra con la teniente Marlena Moreau de su propio universo, que es una mujer muy diferente a la que él experimentó en el otro universo. Kirk le dice a Spock que Moreau "parece ser una bella y agradable mujer" y que él piensa que "podrían ser amigos". Ante eso Spock comenta que la despiadada actitud del Kirk, el dr. McCoy, Scotty y Uhura del universo espejo fue refrescante y que representa "la flor de la humanidad".

## Remasterización del aniversario de los 40 años
Este episodio fue remasterizado en el año 2006 y se transmitió el 11 de noviembre de 2006 como parte de la remasterización de la serie original. Fue precedido una semana antes por "Los tribbles y sus tribulaciones" y seguido una semana más tarde por "Semilla espacial". Además del audio y video remasterizado, y todas las animaciones de la USS Enterprise realizadas por CGI que es el estándar de todas las revisiones, los cambios específicos para este episodio son:
- El mundo natal Halkan fue mejorado para aparecer como más real.
- El efecto de transición entre el universo espejo fue suavizado y retrabajado con un efecto de zum del video.
- El USS Enterprise fue cambiado y ahora se parece más al USS Enterprise del segundo piloto. Los colectores Bussard enfrente de las nacelas warp no tienen el efecto del remolino de luz de la USS Enterprise e incluyen antenas. El final de las nacelas tienen los puertos de escape de las primeras versiones de la serie en vez de un domo. El puente es más alto, y el disco del deflector es más grande. El casco tiene una terminación gris metálica, y el nombre "ISS ENTERPRISE" se puede ver sobre el disco.
- El torturador que Spock usa con el sr. Kyle brilla y chispea con efectos de luz roja cuando es activado.
- La "Cámara de tortura" donde el sr. Chekov es colocado, ahora brilla con efectos de luz roja e incluye un efecto de distorsión de la imagen de lo que está en su interior.
- Los efectos del Campo Tantalus fueron mejorados.